# 901-es busz (Pécs)
A pécsi 901-es jelzésű autóbusz egy éjszakai autóbuszvonal volt, a járatok a Budai Állomás - Árkád - Egyetemváros - Uránváros - Sportcsarnok - Főpályaudvar - Árkád útvonalon közlekedtek. Útvonala a Budai Állomás és Uránváros között azonos volt a 2-es járat útvonalával, Uránváros és Árkád között pedig a 4-es járat útvonalával.

## Története
1978-ban a Kossuth tér és Uránváros között 9 éjszakai járat közlekedett (4 oda, 5 vissza). 1987-ben Konzum - Újmecsekalja - Konzum - Főpályaudvar vonalon közlekedett 5 járat, ebből 3 Deindolt és Patacsot is érintette. Mindkét irányban a 2-es vonalán közlekedett.
A 90-es években nem közlekedtek Pécsett éjszakai járatok. 1999-től Belváros-Uránváros jelzéssel a jelenlegi útvonalon, az Árkádtól Főpályaudvarig közlekedve elindult a járat, mely 2003-tól ÉJ 1 jelzéssel közlekedett, amiből 901-es lett. A 904-es és 905-ös, Belváros - Kertváros - Uránváros - Belváros kört járó járatok 2008. február 29-i megszűntével napi 2 járat közlekedik a 901-es vonalán.
2011 szeptemberétől a két járat közül a korábbi (0:35) a Budai Állomástól indult (az Árkádig 901A jelzéssel), a 2:15-ös járat pedig továbbra is az Árkádtól. (A 2:15-ös 2012-ig csak munkanapokon, 2012-ben csak hétvégén közlekedett, majd meg is szűnt.)
2013 februárjában kísérleti jelleggel "party busz" került bevezetésre, mely hétfő kivételével minden nap 2:45-kor indult a 48-as tértől, a Kürt utcán keresztül Uránvárosig közlekedett, és bérlettel is igénybe vehetők.
2013. június 17-től az éjszakai járatok átszervezésével megszűnt, Uránváros irányába a 2-es, a belváros irányába a 930-as (korábbi "party busz") közlekedik.

## Útvonala
A járatok útvonala:
| Budai Állomás - Uránváros: | Uránváros - Árkád: |
| --- | --- |
| - Zsolnay Vilmos út - Rákóczi út - Hungária utca - Szigeti út - Tüzér utca - Építők útja - Ybl Miklós utca - Esztergár Lajos utca - Makay István út - Uránváros, Ürögi fasor | - Uránváros, Ürögi fasor - Makay István út - Esztergár Lajos utca - Dr. Veress Endre utca - Mártírok útja - Indóház tér - Vasút utca - Kálvin János utca - Bajcsy-Zsilinszky utca - Nagy Lajos király útja |

## Hasznos linkek
- Az PK Zrt. hivatalos oldala
- Menetrend
- Megnézheti, hol tartanak a 901-es buszok
- Érdekességek, információk: Buszportál